# Kunst in traditionellen chinesischen Gelehrtengärten
Die Kunst, im Speziellen die Landschaftsmalerei, aber auch die Poesie, hatten einen sehr starken Einfluss auf die Gestaltung der chinesischen Gärten.
Die Erbauer waren meist Gelehrte und beruflich als Beamte im öffentlichen Dienst tätig und betrachteten die gesellschaftliche Entwicklung mit Sorge. Sie prangerten den Proporz, sowie die steigende Korruption in der chinesischen Gesellschaft an und besannen sich als „Ausflucht“ davon auf ältere chinesische Philosophien, wie dem Taoismus und dem Konfuzianismus, welche ihrer Meinung nach eine noblere Gesellschaft hervorbringt.

## Der Taoismus und die Gelehrten
Den Taoismus könnte man pauschal als eine Naturreligion verstehen. Das höchste Ziel im Taoismus besteht darin, eins mit dem Universum zu werden und somit „unsterblich“ zu sein. Dies kann der Mensch nur dann erreichen, indem er sich innerlich reinigt und letztendlich seine innere „Leere“ findet. Denn nur wer sein eigenes „Subjekt“ oder „ich“ aufgibt, ohne Begierde und letztendlich auch ohne Zeit ist, kann den gesamten Kosmos und dessen Abläufe in sich aufnehmen und verstehen.
Um dies zu erreichen, lebten viele Taoisten als Eremiten inmitten der rauen Natur meist in den Bergen, meditierten und ernährten sich von dem, was die Natur ihnen gab. Da dieses Leben aber sehr beschwerlich war und die meisten Gelehrten noch als Beamte weiter tätig waren, entschlossen sie sich, die Natur in ihren privaten Gärten nachzuahmen, um dort inmitten ihres kleinen, abgeschlossenen „Universums“ den Taoismus zu praktizieren.
Da der Garten eine Kopie der Natur war, waren die wichtigsten Elemente darin somit Berge, Wasser und nicht zuletzt Pflanzen.

## Die Malerei in den Gelehrtengärten
Wie schon erwähnt, geht die Landschaftsmalerei Hand in Hand einher mit der Gartenbaukunst. Wie auch die Eremiten in den Bergen die Landschaft malten, hielten auch die Gelehrten sie in ihren Gärten auf Leinwand fest. Aber um die Landschaftsbilder eines chinesischen Gartens zu verstehen, muss die Philosophie hinter der chinesischen Landschaftsmalerei bzw. Dichtkunst näher erklärt werden.

### Die chinesische Landschaftsmalerei
Die chinesischen Landschaftsgemälde waren anders als die gemalten Objekte in unserer westlichen Gesellschaft. Hierzulande malte man das tatsächliche Objekt aus einer fixen Perspektive. Dies hatte den Nachteil, dass es aus der gesamten „Naturmatrix“ herausgenommen und gesondert betrachtet wurde, das heißt die Wechselwirkungen und die Abläufe zwischen den Objekten nicht berücksichtigt wurden. Die Chinesen gingen einen anderen Weg. Sie versuchten, die gesamte „Matrix“ zu erfassen. Dies konnte aber nur gelingen, indem man den Naturprozess selbst malt.
Laut Taoismus ist der gesamte Kosmos ein ständiger Wechsel (Yin und Yang). Nichts ist stationär oder existiert ewig. Yin entsteht und wird durch Yang abgelöst, der ewige Kreislauf des Universums.
Und exakt diesen ständigen Übergang versuchten die chinesischen Maler wiederzugeben. Wenn man ein klassisches Landschaftsbild betrachtet, wird man erkennen, dass dieses sehr vage und ohne scharfe Konturen gemalt ist. Es enthält auch sehr viel unbemalten, freien Raum zwischen dem Bemalten. Dieser freie Raum war sehr wichtig für ein Bild, denn dieser symbolisiert die Leere, die für den ständigen Wechsel verantwortlich ist. Ein Landschaftsbild wurde nicht einfach zentral angesehen, es wurde entweder seitlich oder von unten beginnend begonnen und horizontal bzw. vertikal bis zur gegenüberliegenden Seite verlaufend betrachtet. Wenn das Auge somit z. B. von unten hinauf wandert, manifestiert sich ein gemaltes Objekt langsam, da deren Umrisse vage sind. Kurz bevor es aber seine volle Gestalt zeigt, erreicht man wieder seinen gegenüberliegenden Umriss und kehrt in den leeren, also unbemalten Raum der Leinwand zurück, bevor das Spiel dahinter von neuem beginnt. Das davorliegende Wasser tauchte somit in die Leere ein und verwandelte bzw. manifestierte sich einen Augenblick später zunehmend als Berg. Dem Maler gelang es so, den ständigen Prozess der Umwandlung darzustellen.
Die Betrachtung solcher Bilder half dem Taoisten, seine innere Leere zu finden. Denn sein Auge wanderte durch das gesamte Bild, er erlebte somit die ständige Umwandlung der „Objekte“ bis er die Leere am oberen Ende der Leinwand erreichte, die meist den Himmel darstellte. Wenn der Zustand der inneren Leere letztendlich erreicht wurde, war der Taoist fähig, sein „ich“ aufzugeben und den „leeren Platz“ in sich dem gesamten Kosmos zu überlassen.

### Die chinesische Dichtkunst
Im Gegensatz zum Westen, wo die Malerei vor der Schrift kam, entwickelte sich in China die Schrift parallel zur Malerei. Die chinesischen Schriftzeichen sind grundsätzlich ja nichts anderes als gemalte „Bilder“ und die alten Chinesen verwendeten dieselbe Tinte und Pinsel für ihre Kalligrafien, wie auch für ihre Bilder. Daher kann es passieren, dass speziell die alten Maler noch sagten, sie „schreiben“ Berge, Bäume oder Landschaften.
Die Malerei ist sehr stark mit der Poesie verknüpft. Wenn man ein Landschaftsgemälde näher betrachtet, wird man feststellen, dass an der oberen, oder seitlichen Ecke sehr oft ein Gedicht steht, das dieselben Gefühle als das Bild wecken soll. Die beiden komplettieren sich sozusagen, wechseln einander ab wie Yin und Yang. Die alten Chinesen sagten auch: Das Bild ist ein stummes Gedicht und das Gedicht ein sprechendes Bild. Oder: Was die Dichtkunst nicht mehr mit Worten auszudrücken vermag, entzieht sich der Kunst des Schreibens und verwandelt sich in ein Bild. Und wenn die Kunst der Malerei ihre Grenzen erreicht, werden Formen zu Wörtern.
Auch der Zugang in der Dichtkunst ist sehr ähnlich. Ein chinesisches Gedicht versuchte immer, nichts allzu klar auszudrücken und ließ immer sehr viel Spielraum für die Phantasie des Lesers. Sobald eine Bedeutung begann, klarer zu werden, tauchte es allmählich in den weißen Zwischenraum der Wörter oder besser gesagt Zeichen, und verwandelte sich in etwas anderes.

## Landschaftsbilder in den Gelehrtengärten

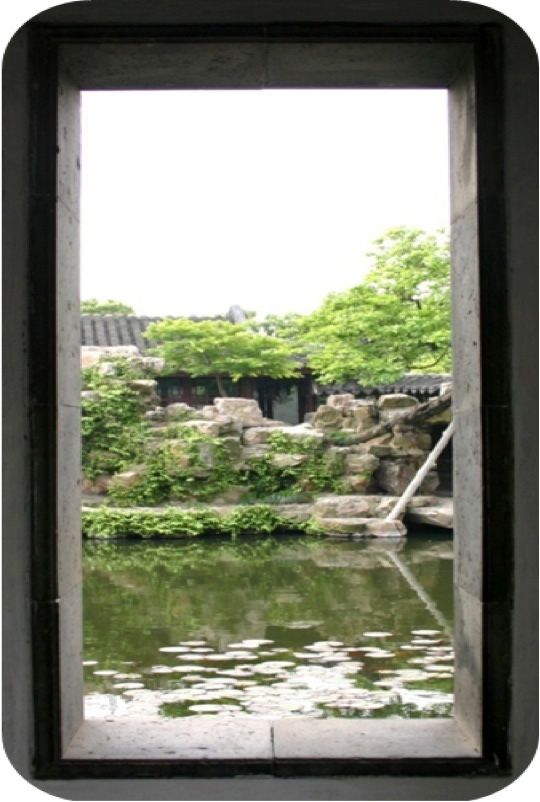
Mauerdurchbruch, der den Gartenausschnitt dahinter als perfektes Landschaftsbild wiedergibt

Wenn man nun einen Gelehrtengarten näher betrachtet, wird man feststellen, dass dieser aus unzähligen Landschaftsbildern besteht. Einerseits findet man natürlich viele Landschaftsgemälde an den Wänden, viel interessanter sind jedoch die natürlichen Bilder. Denn die alten Chinesen verstanden es geschickt, gewisse optisch ansprechende Gartenausschnitte meist durch Rahmeneffekte gekonnt in Szene zu setzen. Solche „Screens“ waren sehr oft Mauerdurchbrüche, wie Fenster oder Türen, die den Gartenausschnitt dahinter als perfektes Landschaftsbild wiedergeben.
Zusätzlich zu den Fenstern gibt es natürlich auch Durchgänge, die oft eine runde Form haben. Der Kreis symbolisierte das Dao, den ständigen Wechsel und die Wiederkehr. Oft stehen dahinter Blickfänge wie hier der Pavillon. Die Erbauer legten auch sehr viel Wert darauf, nicht die gesamte Szenerie hinter den Mauerdurchbrüchen zu zeigen. Es wurden immer nur wohl proportionierte Teile gezeigt, der Rest obliegt der Phantasie des Betrachters, genauso wie auch bei den Gemälden.
Diese Öffnungen waren auch oft hintereinander angeordnet, um den Passepartout-Effekt noch zu verstärken. Hierbei müsste man anmerken, dass ein chinesischer Gelehrtengarten meist sehr klein war. Um die unendliche Fülle der Natur bzw. letztendlich des Universums darzustellen, mussten sich die Erbauer bestimmte Tricks einfallen lassen. Eine gängige Variante war, den Garten in viele, kleinere, in sich abgeschlossene Teilbereiche zu gliedern. Damit konnte man nie auf einen Blick den gesamten Garten einsehen, was ihn größer erscheinen ließ. Optisch verbunden wurden diese Teilbereiche dann durch Fenster und natürlich Türen, durch die man den dahinterliegenden Bereich sehen bzw. erahnen konnte.
Wenn man die hintereinander angeordneten, oktogonalen Fenster näher betrachtet, fällt auf, dass man hinter dem ersten Fenster den Boden des Zwischenraumes nicht im Bild hat. Dies ist ein weiterer, geschickter Trick der Erbauer, um den Garten größer erscheinen zu lassen. Denn ohne Boden kann das Auge keine Perspektive erschaffen, das heißt, es kann nicht erkennen, wie weit das dahinterliegende Fenster entfernt ist bzw. wie groß der dahinterliegende Raum tatsächlich ist.
Eine weitere Möglichkeit war auch die Anordnung von Fenstern nebeneinander in einer Reihe. Wenn der Betrachter daran vorbeiging, änderte sich die Landschaft dahinter ständig, je nachdem an welchem Fenster man gerade war. Die Mauern waren immer weiß gefärbt. Bei dieser Variante kann man die Parallelen bezüglich der Betrachtungsweise von Landschaftsbildern, wie vorhin beschrieben, sehr gut herstellen. Ein gemaltes Bild wurde teils auch von rechts nach links betrachtet. Wenn man nun am ersten Fenster vorbeigeht, manifestiert sich der erste Teilbereich des Gartens hinter dem Fenster genau so, wie ein bemalter Teilbereich eines Landschaftsbildes. Wenn man nun voranschreitet und am ersten Fenster vorüber ist, sieht man die weiße Wand, so wie den unbemalten Teil zwischen den bemalten Parts im Gemälde. Bis man danach wieder das nächste Fenster erreicht und so weiter.
Es mussten aber nicht immer Mauerdurchbrüche sein, die Landschaftsbilder erzeugen. Die Erbauer haben in jedem Gelehrtengarten eine Art „Touristenroute“ eingeplant, welche den Betrachter durch den ganzen Garten leitet und ihm die schönsten und wichtigsten Teile zeigen soll. Diese Wege waren oft überdacht, damit man den Garten auch bei Regen betrachten konnte. Das Dach wurde von Stehern gehalten, die zusammen mit der Dachoberkante, die oft mit fein gearbeiteten Holzschnitzereien versehen wurden, wiederum einen Rahmen bilden. Dahinterliegende Garten-arrangements wurden so gekonnt als Landschaftsbild in Szenen gesetzt.

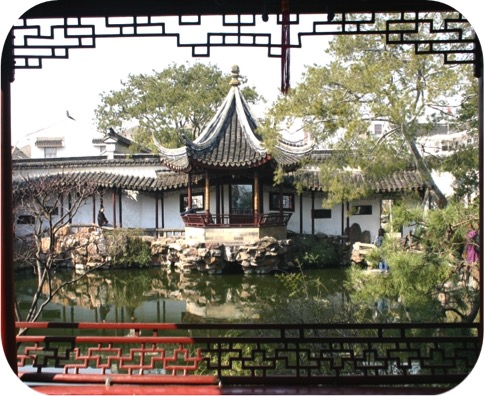
Landschaftsbild im Garten des Meisters der Netze

Diese Gänge bilden oft einen Zick-Zack Kurs, wodurch man viele verschiedene, ständig wechselnde Perspektiven bzw. gerahmte Landschaftsbilder vom Garten links und rechts erhält.

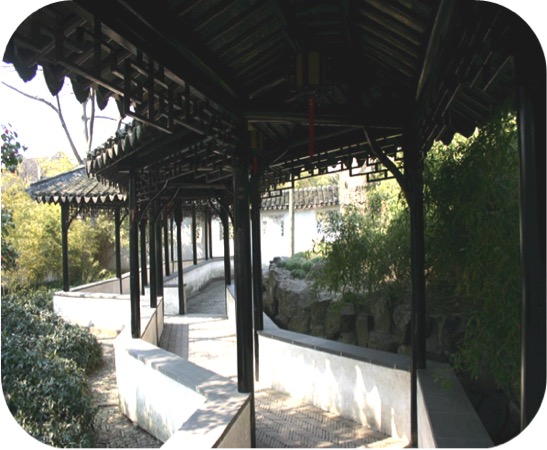
Zick-Zack Gang im Liu-Garten

An den letzten Seiten konnte man sehr gut erkennen, wie essentiell die chinesische Landschaftsmalerei in den Gelehrtengärten war und die Gartenbauer ihre „Landschaftsbilder“ als Teil des Ganzen in ihre Gärten integrierten. Man könnte sagen, ein traditioneller Gelehrtengarten besteht aus Landschaftsbildern, so wie der gesamte Garten ein einziges Landschaftsbild darstellt. Die Größe eines Gartens zählt dabei nicht zwangsläufig, viel wesentlicher sind das Vorstellungsvermögen und die Feinfühligkeit des Betrachters.